# 海格特学校
海格特学校（Highgate School），正式名称为海格特的罗杰·乔梅利爵士学校（Sir Roger Cholmeley's School at Highgate），是一所英国独立走读学校，1565年在英国伦敦的海格特成立。它有1,400多名学生，分学龄前学校（Pre-Preparatory School，3至7岁）、初中（7至11岁）和高中（11岁以上）。学校也以海格特基金会（Highgate Foundation）的名义运作，为伦敦卓越学院托特纳姆分校（London Academy of Excellence Tottenham）提供教育支援。

## 行政
其理事机构由16名成员组成；分别由牛津大学和伦敦大学、伦敦主教和首席大法官各提名一名，其余增选产生。校监（Visitor）是英国君主。